# Frank Bourne
Frank Edward Bourne (Balcombe, 27 aprile 1855 – Beckenham, 9 maggio 1945) è stato un militare britannico.

## Biografia
Nativo del Sussex, si arruolò nell'esercito britannico nel 1873, venendo promosso due anni più tardi caporale e, altri due anni dopo, sergente. Stanziato in Sudafrica allo scoppio della guerra anglo-zulu, partecipò alla difesa di Rorke's Drift, una delle battaglie più note del conflitto, come uno degli ufficiali britannici più alti in grado. Distintosi durante la battaglia, ricevette la Distinguished Conduct Medal e una pensione annua di 10 sterline; gli venne offerta anche una promozione ma, essendo all'epoca gli alti gradi dell'esercito accessibili solo tramite un ingente pagamento, dovette rifiutare.
Continuò comunque proficuamente la propria carriera militare, servendo in India durante la terza guerra anglo-birmana e venendo promosso quartiermastro. Rientrato in Inghilterra, divenne istruttore in una scuola militare del Kent e andò in pensione nel 1907. Allo scoppio della Grande Guerra si riarruolò e divenne nuovamente istruttore militare, stavolta a Dublino; alla fine del conflitto mondiale, in riconoscimento della sua lunga e illustre carriera, ottenne le nomine a ufficiale dell'Ordine dell'Impero Britannico e a tenente colonnello dell'esercito.
Negli anni successivi fu spesso chiamato a commemorare la vittoria di Rorke's Drift, e rilasciò anche un'intervista radiofonica sulla sua esperienza nel 1936. Raggiunse una ragguardevole età, diventando l'ultimo difensore sopravvissuto di Rorke's Drift e morendo novantenne il 9 maggio 1945, sessantasei anni dopo la battaglia e il giorno successivo alla fine della seconda guerra mondiale in Europa.
Nel film Zulu (1964), che rievoca la battaglia di Rorke's Drift, Frank Bourne è uno degli assoluti protagonisti, interpretato dall'attore Nigel Green.